# Johannes Takanen
Johannes Takanen (Virolahti, 8 dicembre 1849 – Roma, 30 settembre 1885) è stato uno scultore finlandese appartenente alla corrente neoclassica europea.

## Biografia
Figlio di Enrico Takanen e dell'italiana Maria Palpieri, rimase molto legato all'Italia, sposandosi come il padre con un'italiana di nome Giacinta Biavasco.
È sepolto nel Cimitero acattolico di Roma, tomba 2300, lapide S1879.

## Opere
Le sue opere comprendono ritratti, amorini e figure femminili.
Le più famose:
- Aino osserva il mare 1876: un morbido nudo femminile in marmo bianco alto 108 cm, preceduto da un bozzetto in terracotta del 1874 di 28 cm. Rappresenta un personaggio del poema mitologico finnico Kalevala.
- Rebekka 1877, d'ispirazione biblica (128 cm)
- Andromeda 1878, altro splendido nudo femminile assai pudico (82 cm)
- Alessandro II 1894, monumento allo zar ucciso nel 1881, completato da Walter Runeberg dopo la morte di Takanen. Si trova nella Piazza del Senato, a Helsinki.